# Emesopsis nubila
Emesopsis nubila är en insektsart som beskrevs av Philip Reese Uhler 1893. Emesopsis nubila ingår i släktet Emesopsis och familjen rovskinnbaggar. Inga underarter finns listade i Catalogue of Life.